# Tay Jardine
Taylor Jardine (Poughkeepsie, 7 marzo 1990) è una cantante statunitense, frontwoman della band pop punk We Are the In Crowd.

## Carriera
All'età di 6 anni inizia a prendere lezioni di violino; successivamente verso i 13-14 anni impara da autodidatta a cantare e a suonare la chitarra. Inizia ad esibirsi live suonando il violino in accompagnamento al padre, che cantava e suonava la chitarra nei bar della Florida, poi in piccoli concerti acustici come solista o assieme a un amico con il quale forma il duo "Reggie/Taylor"; in seguito entra in contatto attraverso degli amici comuni con quelli che saranno poi i membri dei We Are the In Crowd, con i quali decide di formare una band nel gennaio del 2009. Il nome originario del gruppo era The In Crowd, ma poi per questioni di omonimia con un gruppo ska degli anni '70 al nome è stato aggiunto We Are. Per dedicarsi a tempo pieno alla band decide di lasciare il college dopo un semestre.
La firma con la Hopeless Records arriva quasi per una casualità: ad aprile del 2009 la pagina di MySpace della band viene attaccata da un hacker, che cancella tutta la musica e gli amici; alcuni siti di musica riportano la notizia, che giunge alla Hopeless, dove qualcuno nota la band e decide di farle firmare un contratto. L'ufficialità è data il 10 novembre. I We Are the In Crowd pubblicano così il loro primo EP, Guaranteed to Disagree, l'8 giugno 2010; a questo fa seguito la pubblicazione del primo full length della band, Best Intentions, il 4 ottobre 2011. L'album debutta alla posizione numero 122 della Billboard 200. Durante il conseguente Noise Tour in promozione dell'album, Tay si rompe un piede e deve partecipare ai successivi concerti da seduta.
Nel 2012 collabora con gli Yellowcard apparendo come guest vocalist per le canzoni Here I Am Alive e Telescope, presenti sull'album Southern Air. La seconda voce per Here I Am Alive doveva inizialmente essere Patrick Stump dei Fall Out Boy, che ha co-scritto il testo, ma per problemi con la sua casa discografica la collaborazione è saltata, e dunque gli Yellowcard hanno pensato di affidare la parte a Tay, che compare dunque anche nel video della canzone.
A inizio 2013, a causa di una forte influenza, è costretta a cancellare cinque show della band durante il tour negli Stati Uniti.

## Vita privata
Ha due sorelle ed un fratello. Attualmente vive a New York. Ha un piercing sulla narice sinistra del naso. Si è detta agnostica. Nel 2012 si sono diffuse voci su una sua possibile relazione con Alex Gaskarth degli All Time Low, alimentate anche dal bacio fra i due nel video di Kiss Me Again, ma la notizia si è poi rivelata infondata.
Il 30 marzo 2014 ha lanciato la sua linea di gioielli in collaborazione con la catena Never Take It Off.

## Discografia

### Con i We Are the In Crowd
- 2010 - Guaranteed to Disagree (EP)
- 2011 - Best Intentions
- 2014 - Weird Kids

### Apparizioni comeguest vocalist
- 2012 - Heroes and Underdogs - Electric (da That's My Name, Don't Wear It Out!)
- 2012 - Visions - Reality Check
- 2012 - Yellowcard - Here I Am Alive (da Southern Air)
- 2012 - Yellowcard - Telescope (da Southern Air)
- 2013 - Plug In Stereo - I Hope You Know